# Partecipanti all'UAE Tour 2023
Elenco dei partecipanti all'UAE Tour 2023.
L'UAE Tour 2024 è stata la quinta edizione della corsa. Alla competizione presero parte 20 squadre.
Ciascuna delle squadre è composta da sette ciclisti, per un totale di 140 accreditati alla partenza.

## Corridori per squadra
Nota: R ritirato, NP non partito, FT fuori tempo, SQ squalificato
| Soudal Quick-Step      | Soudal Quick-Step      | Soudal Quick-Step      | AG2R Citroën Team                 | AG2R Citroën Team                 | AG2R Citroën Team                 | Alpecin-Deceuninck  | Alpecin-Deceuninck  | Alpecin-Deceuninck  |
| ---------------------- | ---------------------- | ---------------------- | --------------------------------- | --------------------------------- | --------------------------------- | ------------------- | ------------------- | ------------------- |
| N°                     | Ciclista               | Clas.                  | N°                                | Ciclista                          | Clas.                             | N°                  | Ciclista            | Clas.               |
| 1                      | Remco Evenepoel        | 1°                     | 11                                | Geoffrey Bouchard                 | 24°                               | 21                  | Ramon Sinkeldam     | 82°                 |
| 2                      | Josef Černý            | 120°                   | 12                                | Alex Baudin                       | 34°                               | 22                  | Maurice Ballerstedt | 98°                 |
| 3                      | Tim Merlier            | 96°                    | 13                                | Clément Berthet                   | 16°                               | 23                  | Senne Leysen        | 83°                 |
| 4                      | Mauro Schmid           | 31°                    | 14                                | Jaakko Hänninen                   | 46°                               | 24                  | Jason Osborne       | 26°                 |
| 5                      | Pieter Serry           | 65°                    | 15                                | Paul Lapeira                      | NP7ª                              | 25                  | Edward Planckaert   | 131°                |
| 6                      | Bert Van Lerberghe     | 122°                   | 16                                | Valentin Paret-Peintre            | 18°                               | 26                  | Jensen Plowright    | 116°                |
| 7                      | Louis Vervaeke         | 67°                    | 17                                | Lawrence Warbasse                 | 37°                               | 27                  | F. Van Den Bossche  | 105°                |
| Astana Qazaqstan Team  | Astana Qazaqstan Team  | Astana Qazaqstan Team  | Bahrain Victorious                | Bahrain Victorious                | Bahrain Victorious                | Bora-Hansgrohe      | Bora-Hansgrohe      | Bora-Hansgrohe      |
| N°                     | Ciclista               | Clas.                  | N°                                | Ciclista                          | Clas.                             | N°                  | Ciclista            | Clas.               |
| 31                     | Mark Cavendish         | 89°                    | 41                                | Pello Bilbao                      | 4°                                | 51                  | Sam Bennett         | 113°                |
| 32                     | Cees Bol               | 86°                    | 42                                | Nikias Arndt                      | 55°                               | 52                  | Shane Archbold      | 102°                |
| 33                     | Dmitrij Gruzdev        | 126°                   | 43                                | Matevž Govekar                    | 104°                              | 53                  | Emanuel Buchmann    | 9°                  |
| 34                     | Aleksej Lucenko        | 28°                    | 44                                | Fran Miholjević                   | 87°                               | 54                  | Patrick Gamper      | 64°                 |
| 35                     | Davide Martinelli      | 100°                   | 45                                | Wout Poels                        | 6°                                | 55                  | Ryan Mullen         | 77°                 |
| 36                     | Javier Romo            | 66°                    | 46                                | Johan Price-Pejtersen             | 118°                              | 56                  | Danny van Poppel    | 79°                 |
| 37                     | Harold Tejada          | 41°                    | 47                                | Phil Bauhaus                      | 103°                              | 57                  | Ben Zwiehoff        | 8°                  |
| EF Education-EasyPost  | EF Education-EasyPost  | EF Education-EasyPost  | Green Project-BardianiCSF-Faizanè | Green Project-BardianiCSF-Faizanè | Green Project-BardianiCSF-Faizanè | Groupama-FDJ        | Groupama-FDJ        | Groupama-FDJ        |
| N°                     | Ciclista               | Clas.                  | N°                                | Ciclista                          | Clas.                             | N°                  | Ciclista            | Clas.               |
| 61                     | Andrey Amador          | 39°                    | 71                                | Luca Colnaghi                     | 112°                              | 81                  | Arnaud Démare       | 85°                 |
| 62                     | Diego Camargo          | 50°                    | 72                                | Luca Covili                       | 33°                               | 82                  | Clément Davy        | 70°                 |
| 63                     | Simon Carr             | 52°                    | 73                                | Riccardo Lucca                    | 110°                              | 83                  | Ignatas Konovalovas | 68°                 |
| 64                     | Stefan de Bod          | 11°                    | 74                                | Filippo Magli                     | 90°                               | 84                  | Laurence Pithie     | 84°                 |
| 65                     | Georg Steinhauser      | 22°                    | 75                                | Alessandro Tonelli                | 45°                               | 85                  | Michael Storer      | 12°                 |
| 66                     | Marijn van den Berg    | 63°                    | 76                                | Enrico Zanoncello                 | 128°                              | 86                  | Reuben Thompson     | 44°                 |
| 67                     | Łukasz Wiśniowski      | 111°                   | 77                                | Samuele Zoccarato                 | 40°                               | 87                  | Bram Welten         | 117°                |
| Ineos Grenadiers       | Ineos Grenadiers       | Ineos Grenadiers       | Intermarché-Circus-Wanty          | Intermarché-Circus-Wanty          | Intermarché-Circus-Wanty          | Israel-Premier Tech | Israel-Premier Tech | Israel-Premier Tech |
| N°                     | Ciclista               | Clas.                  | N°                                | Ciclista                          | Clas.                             | N°                  | Ciclista            | Clas.               |
| 91                     | Elia Viviani           | 123°                   | 101                               | Louis Meintjes                    | 25°                               | 111                 | Jakob Fuglsang      | NP5ª                |
| 92                     | Kim Heiduk             | 74°                    | 102                               | Julius Johansen                   | 58°                               | 112                 | Itamar Einhorn      | 125°                |
| 93                     | Luke Plapp             | 2°                     | 103                               | Tom Paquot                        | 73°                               | 113                 | Derek Gee           | 43°                 |
| 94                     | Ben Swift              | 48°                    | 104                               | Simone Petilli                    | 47°                               | 114                 | Ben Hermans         | NP7ª                |
| 95                     | Joshua Tarling         | 49°                    | 105                               | Rein Taaramäe                     | 19°                               | 115                 | Taj Jones           | 108°                |
| 96                     | Ben Tulett             | 51°                    | 106                               | Gerben Thijssen                   | 106°                              | 116                 | Matthew Riccitello  | 17°                 |
| 97                     | Cameron Wurf           | 133°                   | 107                               | Boy van Poppel                    | 107°                              | 117                 | Mads Würtz Schmidt  | 36°                 |
| Jumbo-Visma            | Jumbo-Visma            | Jumbo-Visma            | Lotto Dstny                       | Lotto Dstny                       | Lotto Dstny                       | Movistar Team       | Movistar Team       | Movistar Team       |
| N°                     | Ciclista               | Clas.                  | N°                                | Ciclista                          | Clas.                             | N°                  | Ciclista            | Clas.               |
| 121                    | Sepp Kuss              | 5°                     | 131                               | Caleb Ewan                        | 93°                               | 141                 | Fernando Gaviria    | 121°                |
| 122                    | Thomas Gloag           | 27°                    | 132                               | Thomas De Gendt                   | 60°                               | 142                 | Juri Hollmann       | 71°                 |
| 123                    | Michel Hessmann        | 42°                    | 133                               | Jarrad Drizners                   | 88°                               | 143                 | Johan Jacobs        | 124°                |
| 124                    | Lennard Hofstede       | 94°                    | 134                               | Jacopo Guarnieri                  | 81°                               | 144                 | Oier Lazkano        | 91°                 |
| 125                    | Olav Kooij             | 119°                   | 135                               | Michael Schwarzmann               | 109°                              | 145                 | Óscar Rodríguez     | 23°                 |
| 126                    | Timo Roosen            | 59°                    | 136                               | Rüdiger Selig                     | 97°                               | 146                 | Einer Rubio         | 13°                 |
| 127                    | Tosh Van Der Sande     | 69°                    | 137                               | Eduardo Sepúlveda                 | 29°                               | 147                 | Albert Torres       | 53°                 |
| Team DSM               | Team DSM               | Team DSM               | Team Jayco AlUla                  | Team Jayco AlUla                  | Team Jayco AlUla                  | Lidl-Trek           | Lidl-Trek           | Lidl-Trek           |
| N°                     | Ciclista               | Clas.                  | N°                                | Ciclista                          | Clas.                             | N°                  | Ciclista            | Clas.               |
| 151                    | Andreas Leknessund     | 20°                    | 161                               | Dylan Groenewegen                 | 101°                              | 171                 | Antonio Tiberi      | 7°                  |
| 152                    | Tobias Lund Andresen   | NP3ª                   | 162                               | Michael Hepburn                   | 61°                               | 172                 | Jon Aberasturi      | 80°                 |
| 153                    | Alexander Edmondson    | 99°                    | 163                               | Jan Maas                          | 62°                               | 173                 | Marc Brustenga      | 75°                 |
| 154                    | Frederik Madsen        | NP4ª                   | 164                               | Luka Mezgec                       | 95°                               | 174                 | A. Gebreigzabhier   | 30°                 |
| 155                    | Niklas Märkl           | 57°                    | 165                               | Blake Quick                       | 114°                              | 175                 | Asbjørn Hellemose   | 32°                 |
| 156                    | Harm Vanhoucke         | 10°                    | 166                               | Elmar Reinders                    | 78°                               | 176                 | Emīls Liepiņš       | 92°                 |
| 157                    | Sam Welsford           | 115°                   | 167                               | Callum Scotson                    | 15°                               | 177                 | Antwan Tolhoek      | NP6ª                |
| Tudor Pro Cycling Team | Tudor Pro Cycling Team | Tudor Pro Cycling Team | UAE Team Emirates                 | UAE Team Emirates                 | UAE Team Emirates                 |                     |                     |                     |
| N°                     | Ciclista               | Clas.                  | N°                                | Ciclista                          | Clas.                             |                     |                     |                     |
| 181                    | Arvid de Kleijn        | 130°                   | 191                               | Adam Yates                        | 3°                                |                     |                     |                     |
| 182                    | Seb Kolze Changizi     | 132°                   | 192                               | Mikkel Bjerg                      | 35°                               |                     |                     |                     |
| 183                    | Miká Heming            | 72°                    | 193                               | Vegard Stake Laengen              | 56°                               |                     |                     |                     |
| 184                    | Arthur Kluckers        | 54°                    | 194                               | Brandon McNulty                   | 14°                               |                     |                     |                     |
| 185                    | Rick Pluimers          | 76°                    | 195                               | Sebastián Molano                  | 129°                              |                     |                     |                     |
| 186                    | Yannis Voisard         | 21°                    | 196                               | Marc Soler                        | 38°                               |                     |                     |                     |
| 187                    | Maikel Zijlaard        | 127°                   | 197                               | Jay Vine                          | NP3ª                              |                     |                     |                     |